# Депонування рукопису
Депонування рукопису — передача вузькоспеціальних робіт переважно у вигляді машинописного оригіналу на збереження до бібліотеки та інформаційних центрів, що інформують спеціалістів про їх наявність і видають їх копії для вивчення. Депоновані праці прирівнюються до опублікованих, можуть бути опубліковані з посиланням на реєстраційний номер і депонативну установу.

## Договір про депонування рукопису
1. Тривалість видання твору досить часто зумовлює передчасне старіння інформації, яка становить його зміст. Це стосується переважно наукових творів. Крім того, висока вартість видання такого твору, необхідність донести наукову чи науково-технічну інформацію якнайшвидше до заінтересованих осіб зумовили необхідність пошуків іншого, відмінного від видання, способу донесення інформації до широкого кола читачів. Такий спосіб був знайдений у формі депонування рукопису твору без його видання. Належним чином оформлений твір передається певній організації для зберігання з метою ознайомлення з твором будь-кого, хто цього бажає. Така форма інформації дістала назву «депонування», з'явився новий вид авторського договору, який поки що ґрунтовно не досліджено. Немає і нормативного акта, який би регулював відносини депонування.
2. Об'єктом договору є реферати статей, огляди, монографії, збірки наукових праць, матеріали конференцій, з'їздів, нарад, симпозіумів тощо вузькоспеціалізованого характеру, які буває недоцільно видавати звичайним друкарським способом. Особливості зазначених об'єктів полягають у їх рукописній формі і вузько-спеціалізованому характері.

Тези доповідей, крім доповідей на міжнародних, республіканських наукових з'їздах, конференціях і семінарах, звіти про науково-дослідні та проектно-конструкторські роботи і дисертації об'єктом договору про депонування бути не можуть.
1. Суб'єктами цього договору виступають організації усіх форм власності. З одного боку, це можуть бути науково-дослідні, проектно-конструкторські організації, вищі навчальні заклади, редколегії або редакційні ради наукових і науково-технічних журналів та інші організації, з другого — Державна науково-технічна бібліотека України, група депонування.
2. Обов'язки підготувати рукопис до депонування відповідно до встановлених вимог покладаються на самого автора або організацію, що подає рукопис. Передусім має бути прийнято рішення про депонування рукопису. Таке рішення мають право приймати вчені, науково-технічні (технічні), редакційно-видавничі ради наукових, науково-дослідних, проектно-конструкторських організацій, вищих навчальних закладів; редакційні колегії або редакційні ради наукових, науково-технічних журналів. Рішення зазначених органів має затвердити керівник організації. До рукопису додається реферат. Направлення рукопису на депонування здійснюється тільки за згодою автора. Організація, яка направляє рукопис на депонування, відповідає за його зміст.

Таким чином, з договору про депонування рукопису випливає право організації на передачу рукопису на депонування, а для органу інформації — обов'язок прийняти підготовлений відповідно до встановлених вимог рукопис на депонування. Проте орган інформації може відмовитися прийняти рукопис на депонування, якщо рукопис оформлено неналежним чином. Факт прийняття рукопису на депонування і опублікування ретрату засвідчується довідкою про депонування. Факт депонування рукопису прирівнюється до опублікування друкованих робіт.